# Министерство инноваций, науки и технологии Израиля
Министерство инноваций, науки и технологии Израиля (ивр. משרד החדשנות, המדע והטכנולוגיה‎) — одно из министерств правительства Израиля, созданное в 1982 году, которое отвечает за содействие развитию науки, исследования и научные разработоки в Израиле, выработку политики и предоставление консультаций по этим вопросам для научных кадров, находящихся в подчинении правительства. Кроме того, министерство отвечает за Израильское космическое агентство. До апреля 2013 года именовалось Министерством науки и технологии (ивр. משרד המדע והטכנולוגיה‎).
Министерство науки и развития, как независимое подразделение было создано в 1982 году, а до этого времени его зона ответственности находилась в подчинении Министерства энергетики и инфраструктуры с 1977 года.
Когда министерство было создано в 1982 году, его возглавил известный физик Юваль Нееман. 

## Задачи министерства
Задачами Министерства инноваций, науки и технологии Израиля являются:
- Поощрение и развитие науки
- Поощрение развития научного потенциала, физической инфраструктуры и человеческого ресурса науки
- Углубление связей научных заведений Израиля с остальным миром
- Поощрение научной деятельности в районах Негева и Галилеи
- Поощрение и содействие научной деятельности среди не-евреев, иммигрантов и женщин

## Список министров науки, технологии и космоса
| Номер | Имя                 | Название должности                    | Партия        | Сроки                   |
| ----- | ------------------- | ------------------------------------- | ------------- | ----------------------- |
| 1     | Юваль Нееман        | Министр науки и развития              | Тхия          | 26/07/1982 — 09/13/1984 |
| 2     | Гидеон Пат          | Министр науки и развития              | Ликуд         | 09/13/1984 — 12/22/1988 |
| 3     | Эзер Вейцман        | Министр науки и технологии            | Маарах        | 22/12/1988 — 15/03/1990 |
| 4     | Юваль Нееман        | Министр науки и технологии            | Тхия          | 06/11/1990 — 21/01/1992 |
| 5     | Амнон Рубинштейн    | Министр науки и технологии            | Мерец         | 13/07/1992 — 31/12/1992 |
| 6     | Шимон Шитрит        | Министр науки и технологии            | Авода         | 13/07/1992 — 06/07/1993 |
| 7     | Шуламит Алони       | Министр науки и технологии            | Мерец         | 06/07/1993 — 22/11/1995 |
| 8     | Шуламит Алони       | Министр науки и искусства             | Мерец         | 22/11/1995 — 06/18/1996 |
| 9     | Зеэв Биньямин Бегин | Министр науки                         | Ликуд         | 18/06/1996 — 01/16/1997 |
| 10    | Биньямин Нетаньяху  | Министр науки                         | Ликуд         | 01/16/1997 — 09/07/1997 |
| 11    | Михаэль Эйтан       | Министр науки и технологии            | Ликуд         | 09/07/1997 — 07/13/1998 |
| 12    | Сильван Шалом       | Министр науки и технологии            | Ликуд         | 07/13/1998 — 07/06/1999 |
| 13    | Эхуд Барак          | Министр науки                         | Авода         | 06/07/1999 — 05/08/1999 |
| 14    | Матан Вильнаи       | Министр науки, культуры и спорта      | Авода         | 05/08/1999 — 11/02/2002 |
| 15    | Элиэзер Зандберг    | Министр науки и технологии            | Шинуй         | 28/02/2003 — 07/19/2004 |
| 16    | Илан Шальги         | Министр науки и технологии            | Шинуй         | 24/07/2004 — 11/29/2004 |
| 17    | Виктор Браиловский  | Министр науки и технологии            | Шинуй         | 29/11/2004 — 04/12/2004 |
| 18    | Матан Вильнаи       | Министр науки и технологии            | Авода         | 28/08/2005 — 11/23/2005 |
| 19    | Рони Бар-Он         | Министр науки и технологии            | Кадима        | 01/18/2006 — 04/05/2006 |
| 20    | Офир Пинес-Паз      | Министр науки, культуры и спорта      | Авода         | 04/05/2006 — 30/10/2006 |
| 21    | Юли Тамир           | Министр науки, культуры и спорта      | Авода         | 05/11/2006 — 03/21/2007 |
| 22    | Ралеб Маджадле      | Министр науки, культуры и спорта      | Авода         | 21/03/2007 — 03/31/2009 |
| 23    | Биньямин Нетаньяху  | Министр науки, культуры и спорта      | Ликуд         | 31/03/2009 — 05/06/2009 |
| 24    | Даниэль Гершкович   | Министр науки и технологии            | Еврейский дом | 31/03/2009 — 18/03/2013 |
| 25    | Яаков Пери          | Министр науки, технологии и космоса   | Йеш Атид      | 18/03/2013 — 14/05/2015 |
| 26    | Дани Данон          | Министр науки, технологии и космоса   | Ликуд         | 14/05/2015 — 27/08/2015 |
| 27    | Офир Акунис         | Министр науки и технологии            | Ликуд         | 02/09/2015 — 17/05/2020 |
| 28    | Изхар Шай           | Министр науки и технологии            | Кахоль Лаван  | 17/05/2020 — 12/01/2021 |
| 29    | Ихиэль Трупер       | Министр науки и технологии            | Кахоль Лаван  | 03/05/2021 — 13/06/2021 |
| 30    | Орит Фаркаш-Коэн    | Министр инноваций, науки и технологии | Кахоль Лаван  | 13/06/2021 — 29/12/2022 |
| (27)  | Офир Акунис         | Министр инноваций, науки и технологии | Ликуд         | 29/12/2022 — 18/03/2024 |
| 31    | Гила Гамлиэль       | Министр инноваций, науки и технологии | Ликуд         | c 18/03/2024            |